# Atletica leggera ai Giochi della XVI Olimpiade - Decathlon
La competizione del decathlon di atletica leggera ai Giochi della XVI Olimpiade si è disputata nei giorni 29 e 30 novembre 1956 al Melbourne Cricket Ground.

## L'eccellenza mondiale
| Campione olimpico 1952 | 7.887      | Robert Mathias   | Ritir. 1953 |
| Primatista mondiale    | 7.985 1955 | Rafer Johnson    | Presente    |
| Primatista europeo     | 7.733 1956 | Vasilij Kuznecov | Presente    |
| Vincitore Trials USA   | 7.755      | Rafer Johnson    | Presente    |

## La gara
Il favorito è Rafer Johnson, detentore del record del mondo (7.985 punti).

Dopo la prima giornata, invece, è in testa il connazionale Campbell che, in virtù dei risultati su alto e 400 metri, stacca il connazionale di quasi 200 punti (4564 contro 4375).

La gara di apertura della seconda giornata, i 110 ostacoli, è decisiva: Campbell ferma i cronometri su un ottimo 14"0, guadagnando ben 336 punti su Johnson (15"1). Nel prosieguo della competizione il distacco tra i due rimane invariato.

All'ultima gara il capolista ha l'occasione di fare il record del mondo. Ma sui 1500 metri, a poco a poco la sua spinta si affievolisce. Un altro atleta, Ian Bruce, gli si affianca e gli tira tutto l'ultimo giro, compiendo un gesto di grande lealtà sportiva.

Campbell rimane lontano dal record del mondo di soli 48 punti. Forse la gara che gli ha fatto mancare il primato è stata il salto con l'asta. Si consola con il record dei Giochi.
Campbell, già medaglia d'argento nel 1952, è il primo nero americano a vincere l'oro nel decathlon.

## Risultati

### Classifica finale
| Pos.    | Atleta             | Età | Nazione          | Punti |
| ------- | ------------------ | --- | ---------------- | ----- |
| Oro     | Milt Campbell      | 22  | Stati Uniti      | 7937  |
| Argento | Rafer Johnson      | 21  | Stati Uniti      | 7587  |
| Bronzo  | Vasilij Kuznecov   | 24  | Unione Sovietica | 7465  |
| 4       | Uno Palu           | 23  | Unione Sovietica | 6930  |
| 5       | Martin Lauer       | 19  | Germania         | 6853  |
| 6       | Walter Meier       | 29  | Germania         | 6773  |
| 7       | Torbjörn Lassenius | 25  | Finlandia        | 6565  |
| 8       | Yang Chuan-kwang   | 23  | Taiwan           | 6521  |
| 9       | Patrick Leane      | 26  | Australia        | 6427  |
| 10      | John Cann          | 18  | Australia        | 6278  |
| 11      | Ian Bruce          | 21  | Australia        | 6025  |
| 12      | Nadjmeddin Farabi  |     | Iran             | 5103  |
| -       | Robert Richards    | 30  | Stati Uniti      | Rit.  |
| -       | Jurij Kutenko      | 24  | Unione Sovietica | Rit.  |
| -       | Walter Herssens    | 26  | Belgio           | Rit.  |

### Tutte le prove
| Pos.    | Atleta             | Totale | Prove             | 100m     | Lungo    | Peso      | Alto     | 400m     | 110hs     | Disco     | Asta      | Giavell.  | 1500m      |
| ------- | ------------------ | ------ | ----------------- | -------- | -------- | --------- | -------- | -------- | --------- | --------- | --------- | --------- | ---------- |
| Oro     | Milt Campbell      | 7937   | Prestazione Punti | 10"8 990 | 7,33 898 | 14,76 850 | 1,89 886 | 48"8 940 | 14"0 1124 | 44.98 775 | 3.40 476  | 57.08 668 | 4'50"6 330 |
| Argento | Rafer Johnson      | 7587   | Prestazione Punti | 10"9 948 | 7,34 902 | 14,48 819 | 1,83 806 | 49"3 900 | 15"1 788  | 42.17 688 | 3.90 695  | 60.27 738 | 4'54"2 303 |
| Bronzo  | Vasilij Kuznecov   | 7465   | Prestazione Punti | 11"2 834 | 7,04 798 | 14,49 820 | 1,75 711 | 50"2 828 | 14"9 840  | 44.33 754 | 3.95 720  | 65.13 854 | 4'53"8 306 |
| 4       | Uno Palu           | 6930   | Prestazione Punti | 11"5 737 | 6,65 681 | 13,39 709 | 1,89 886 | 50"8 786 | 15"4 716  | 40.38 637 | 3.60 556  | 61.59 768 | 4'35"6 454 |
| 5       | Martin Lauer       | 6853   | Prestazione Punti | 11"1 870 | 6,83 734 | 12,86 659 | 1,83 806 | 48"2 995 | 14"7 894  | 39.38 609 | 3.10 364  | 50.66 540 | 4'43"8 382 |
| 6       | Walter Meier       | 6773   | Prestazione Punti | 11"3 800 | 6,80 725 | 12,99 671 | 1,86 845 | 49"3 900 | 16"1 575  | 37.59 562 | 3.70 596  | 47.97 492 | 4'20"6 607 |
| 7       | Torbjörn Lassenius | 6565   | Prestazione Punti | 11"8 650 | 6,62 672 | 13,45 715 | 1,70 656 | 50"8 786 | 15"9 612  | 41.36 664 | 3.80 645  | 59.33 717 | 4'36"2 448 |
| 8       | Yang Chuan-kwang   | 6521   | Prestazione Punti | 11"2 834 | 6,90 755 | 11,56 544 | 1,95 976 | 51"3 751 | 15"0 813  | 33.92 469 | 3.30 438  | 57.88 685 | 5'00"8 256 |
| 9       | Patrick Leane      | 6427   | Prestazione Punti | 11"4 768 | 6,79 722 | 13,26 696 | 1,86 845 | 51"0 772 | 16"4 523  | 38.86 595 | 3.50 516  | 58.83 706 | 4'56"8 284 |
| 10      | John Cann          | 6278   | Prestazione Punti | 10"9 948 | 6,57 659 | 12,18 598 | 1,70 656 | 49"3 900 | 15"6 673  | 38.76 592 | 2.70 226  | 57.89 686 | 4'49"2 340 |
| 11      | Ian Bruce          | 6025   | Prestazione Punti | 11"7 678 | 6,62 672 | 12,30 609 | 1,83 806 | 51"3 751 | 15"9 612  | 36,62 536 | 3.40 476  | 51.38 554 | 4'50"4 331 |
| 12      | Nadjmeddin Farabi  | 5103   | Prestazione Punti | 12"1 572 | 6,25 575 | 11,31 524 | 1,70 656 | 52"3 684 | 17"4 372  | 28.73 347 | 3.30 438  | 41.23 375 | 4'24"8 560 |
| -       | Robert Richards    | Rit.   | Prestazione Punti | 11"7 678 | 6,39 610 | 12,52 628 | 1,75 711 | 52"3 684 | 16"8 458  | 37.77 566 | 4.45 1023 | 44.09 423 | NP 0       |
| -       | Walter Herssens    | Rit.   | Prestazione Punti | 11"8 650 | 6,56 656 | 11,12 509 | 1,80 770 | 50"5 807 | 15"8 632  | 47.57 861 | 4.10 795  | NM 0      | - 0        |
| -       | Jurij Kutenko      | Rit.   | Prestazione Punti | 11"6 707 | 6,64 678 | 14,46 817 | NM 0     | - 0      | - 0       | - 0       | - 0       | - 0       | - 0        |